# チャールズ・ステュアート (第8代トラクエア伯爵)
第8代トラクエア伯爵チャールズ・ステュアート（英語: Charles Stewart, 8th Earl of Traquair、1781年1月31日 – 1861年8月2日）は、スコットランド貴族。1827年までリントン卿の儀礼称号を使用した。

## 生涯
第7代トラクエア伯爵チャールズ・ステュアートとメアリー・レイヴェンスクロフト（Mary Ravenscroft、1796年7月11日没、ジョージ・レイヴェンスクロフトの娘）の息子として、1781年1月31日に生まれた。
1827年10月14日に父が死去すると、トラクエア伯爵の爵位を継承した。
1861年8月2日にトラクエア・ハウスで死去した。第8代トラクエア伯爵の死去に伴い、初代トラクエア伯爵の男系子孫は断絶、初代伯爵の男系の曽祖父ジェームズ（初代バカン伯爵ジェームズ・ステュアートの庶子で、1489年2月に準正（legitimation）が成立して嫡子になった）の男系子孫も断絶したとされる。ただし、1489年の準正成立に伴い傍系相続人によるトラクエア伯爵の爵位継承も許可されたかどうかについては疑問があるという。